# 枚岡警察署
枚岡警察署（ひらおかけいさつしょ）は、大阪府警察が管轄する警察署の一つ。

## 所在地
- 大阪府東大阪市桜町1番8号  
  - 近鉄奈良線 瓢箪山駅

## 管轄区域
- 東大阪市（旧枚岡市域）
  - 恩智川左岸以東の区域
  - 恩智川は本署のすぐ西を流れており、本署は日本で最も管轄外との距離が近い警察署

## 交番
- 石切駅前交番 （東大阪市上石切町二丁目1638の14）
- 石切町交番 （東大阪市中石切町三丁目1番5号）
- 河内町交番 （東大阪市旭町1番16号）
- 孔舎衙交番 （東大阪市日下町六丁目4番2号）
- 四条町交番 （東大阪市上四条町10番3号）
- 額田駅前交番 （東大阪市額田町8番23号）
- 瓢箪山駅前交番 （東大阪市神田町2番10号）
- 枚岡駅前交番 （東大阪市出雲井町2番8号）
- 六万寺交番 （東大阪市下六万寺町一丁目1番1号）